# シェルビー郡 (テネシー州)
シェルビー郡（英: Shelby County）は、アメリカ合衆国テネシー州の南西隅に位置する郡である。人口は92万9744人（2020年）。郡庁所在地はメンフィスであり、同郡で人口最大の都市である。
シェルビー郡はミシシッピ州とアーカンソー州にも跨り、8郡で構成されるメンフィス都市圏に属している。
シェルビー郡はテネシー州知事を務めたアイザック・シェルビー（1750年-1826年）に因んで名付けられた。

## 地理
アメリカ合衆国国勢調査局に拠れば、郡域全面積は784平方マイル (2,030 km2)であり、このうち陸地755平方マイル (1,960 km2)、水域は29平方マイル (75 km2)で水域率は3.71%である。州内の標高最低地点がシェルビー郡のミシシッピ川沿い、メンフィス市域のすぐ外にあり、そこからはミシシッピ州に入る。

### 河川
- ルーサハッチー川
- ミシシッピ川
- ノンコナー・クリーク
- ウルフ川

### 隣接する郡
- ティプトン郡 - 北
- ファイエット郡 - 東
- マーシャル郡 (ミシシッピ州) - 南東
- デソト郡 (ミシシッピ州) - 南
- クリッテンデン郡 (アーカンソー州) - 西

## 公園とレクリエーション

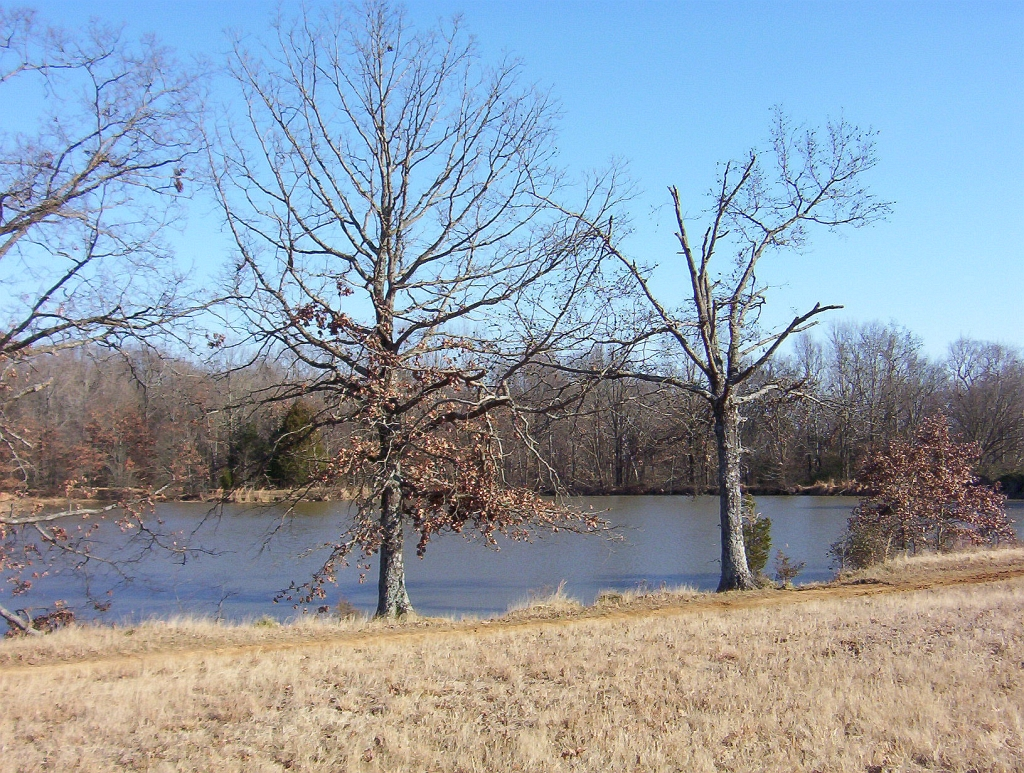
シェルビー農園

- シェルビー農園
- リッチャーマン自然センター
- ミーマン・シェルビー森林州立公園
- メンフィス公園レクリエーションセンターズ
- オーバートン公園
- T・O・フラー州立公園

## 交通

### 主要高規格道路
| - 州間高速道路22号線 - 州間高速道路40号線 - 州間高速道路55号線 - 州間高速道路69号線 - 州間高速道路240号線 - 州間高速道路269号線 - アメリカ国道51号線 - アメリカ国道61号線 - アメリカ国道64号線 - アメリカ国道70号線 - アメリカ国道72号線 - アメリカ国道78号線 - アメリカ国道79号線 | - テネシー州道1号線 - テネシー州道3号線 - テネシー州道4号線 - テネシー州道14号線 - テネシー州道15号線 - テネシー州道23号線 - テネシー州道86号線 - テネシー州道175号線 - テネシー州道176号線 - テネシー州道177号線 - テネシー州道204号線 - テネシー州道205号線 - テネシー州道277号線 - テネシー州道278号線 - テネシー州道300号線 - テネシー州道385号線 - テネシー州道388号線 - サム・クーパー・ブールバード |

### 空港
メンフィス市中心から南5キロメートルにメンフィス国際空港がある。

## 人口動態

2000人口ピラミッド

以下は2000年国勢調査による人口統計データである。
| 基礎データ - 人口: 897,472人 - 世帯数: 338,366 世帯 - 家族数: 228,735 家族 - 人口密度: 459人/km2（1,189人/mi2） - 住居数: 362,954軒 - 住居密度: 186軒/km2（481軒/mi2） 人種別人口構成 - 白人: 47.34% - アフリカン・アメリカン: 48.56% - ネイティブ・アメリカン: 0.20% - アジア人: 1.64% - 太平洋諸島系: 0.04% - その他の人種: 1.20% - 混血: 1.02% - ヒスパニック・ラテン系: 2.60% 年齢別人口構成 - 18歳未満: 28.2% - 18-24歳: 9.7% - 25-44歳: 31.1% - 45-64歳: 21.0% - 65歳以上: 10.0% - 年齢の中央値: 33歳 - 性比（女性100人あたり男性の人口） - 総人口: 91.4 - 18歳以上: 86.8 | 世帯と家族（対世帯数） - 18歳未満の子供がいる: 34.2% - 結婚・同居している夫婦: 42.8% - 未婚・離婚・死別女性が世帯主: 20.1% - 非家族世帯: 32.4% - 単身世帯: 27.0% - 65歳以上の老人1人暮らし: 7.7% - 平均構成人数 - 世帯: 2.60人 - 家族: 3.18人 収入と家計 - 収入の中央値 - 世帯: 39,593米ドル - 家族: 47,386米ドル - 性別 - 男性: 36,932米ドル - 女性: 26,776米ドル - 人口1人あたり収入: 20,856米ドル - 貧困線以下 - 対人口: 16.0% - 対家族数: 12.9% - 18歳未満: 22.9% - 65歳以上: 13.3% |

## 郡政府
郡政府は選挙で選ばれる1人の郡長と、5つの選挙区から選ばれる13人の郡政委員会で構成されている。郡政委員の任期は4年間である。その他に選挙で選ばれる役人は、保安官、警察署長、信託官、税徴収官、監査官、資産評価官がいる。
郡政府の年間予算は11億米ドルであり、6,000人を雇用している。

### シェルビー郡庁舎
シェルビー郡庁舎はメンフィス市アダムズ・アベニューの北2番通りと北3番通りの間にあり、ジェイムズ・ギャンブル・ロジャーズが設計し、1909年に完工した。新古典主義建築であり、重量感のあるイオニア式柱に支えられたコーニスの上に長いポルチコがある。ペディメントには彫刻家J・マッシー・リンドが製作した教会法、ローマ法、成文法、民法、刑法を表している。北側ファサードのコーニスには女性の像で「高潔、勇気、慈悲、節度、分別、学習を表現している。主玄関の側面には等身大の座像で、知恵、公正、自由、権威、平和、繁栄を象徴している。映画『羊たちの沈黙』ではハンニバル・レクター博士が牢屋から逃げ出す場面に使われた。州内では最大の郡庁舎である。

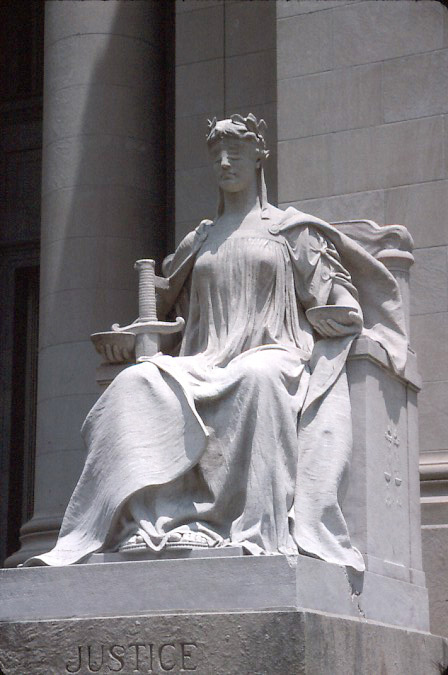
公正
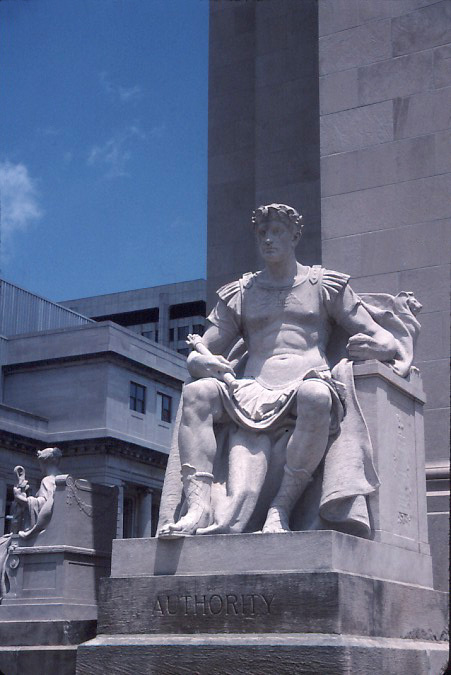
権威
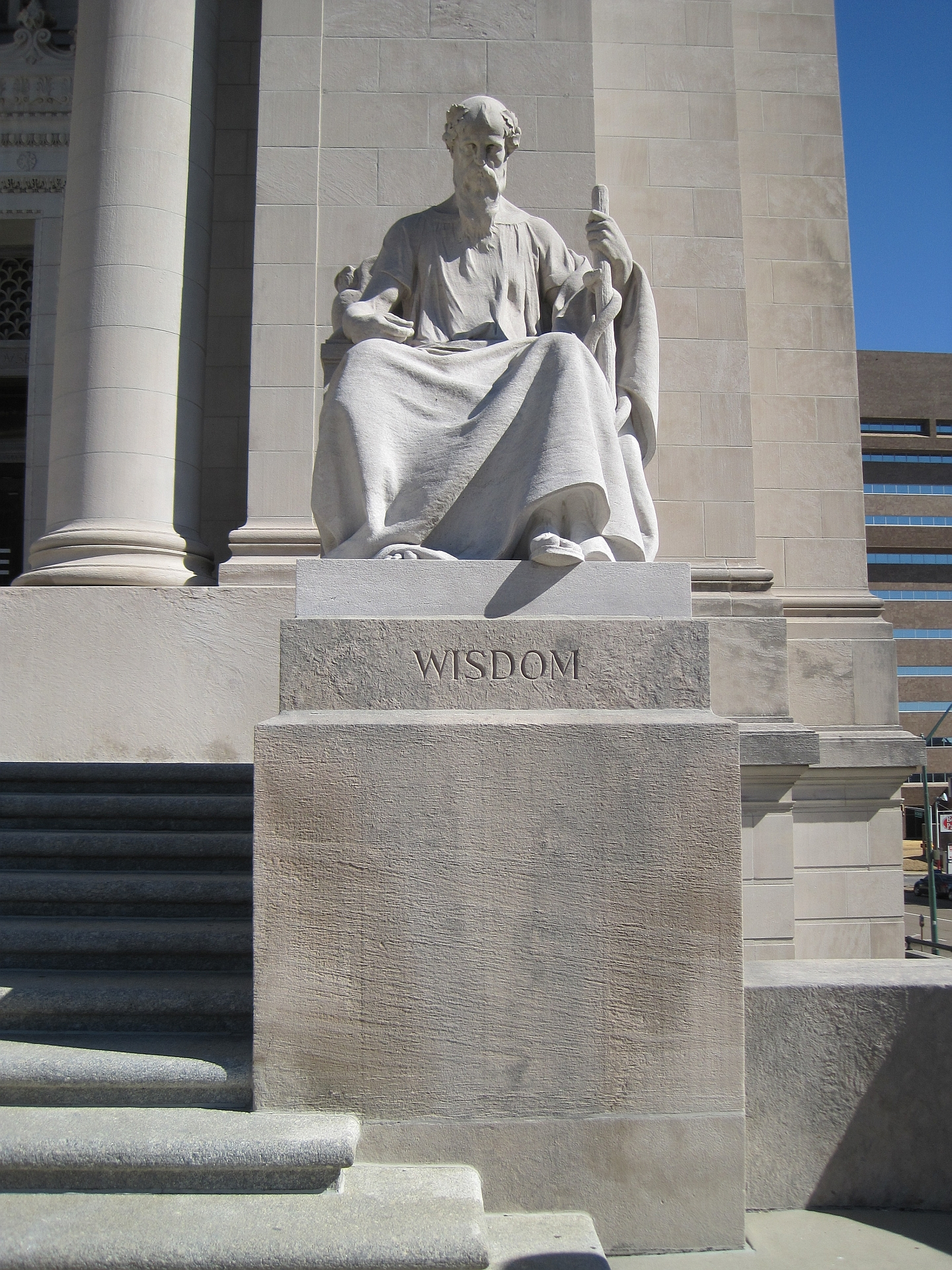
知恵
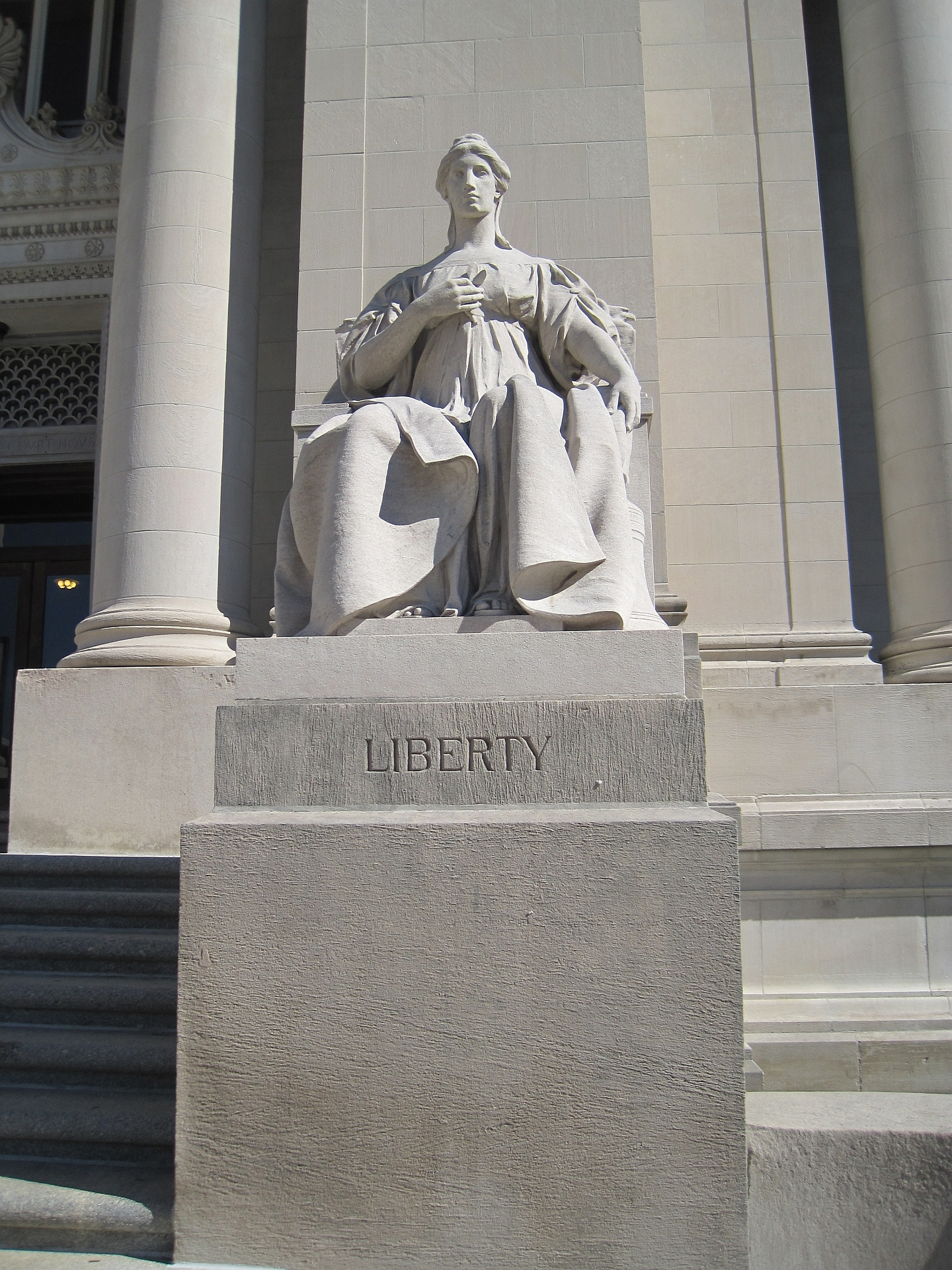
自由

## 都市と町
| - メンフィス （郡庁所在地） - バートレット - コリアービル - ジャーマンタウン | - アーリントン - レイクランド - ミリントン |

## 見どころ
- ビール通り、メンフィス中心街
- ギブソン・ギター、工場見学
- グレイスランド、エルビス・プレスリーの旧家
- インディー・メンフィス、映画祭
- メンフィス植物園
- メンフィス・イン・メイ、1か月続く祭
- メンフィス・インターナショナル・レースウェイ
- メンフィス動物園
- マッド島
- 国立公民権博物館
- オーファム劇場
- ピンクプレース博物館とプラネタリウム

## 教育
メンフィス市を除く郡全体はシェルビー郡教育学区が管轄している。メンフィス市内はメンフィス市教育学区が管轄している。
2010年12月にメンフィス市教育委員会がその認可を解消することを決めたために、2013年から2014年の学校年度で、メンフィス市教育学区は暫定的に解散されることになっている。その後はシェルビー郡教育学区が全郡の公立学校を運営し、新しく造られる自治体教育学区に入る学校のみが例外となる。シェルビー郡郊外部は2012年8月2日に郊外部自治体教育学区の創設を決めた。郊外部の全てが自治体教育学区の創設に賛成し、3秒差で消費税率上げを拒絶したミリントンを除き、全ての郊外部が学区創設のための消費税率上げを承認した。同年11月27日、サミュエル・メイズ判事が自治体教育学区の創設を違憲であると判断した。郊外部は控訴するかどうかをまだ決めていない 。
メンフィス市には、バプテスト健康科学カレッジ、クリスチャン・ブラザーズ大学、エンブリー・リドル航空大学ワールドワイド（メンフィスキャンパス）、ハーディング神学校、ルモイン・オーウェン・カレッジ、メンフィス芸術カレッジ、メンフィス神学校、ローズ・カレッジ、南眼科カレッジ、南西テネシー・コミュニティカレッジ、テネシー大学健康科学センター、メンフィス大学がある。
コルドバにはミッドアメリカン・バプテスト神学校がある。ジャーマンタウンにはユニオン大学のキャンパスがある。

## スポーツ
- メンフィス・グリズリーズ、NBA バスケットボール
- メンフィス・レッドバーズ、AAAマイナーリーグ野球